# 上罗哈奇克区

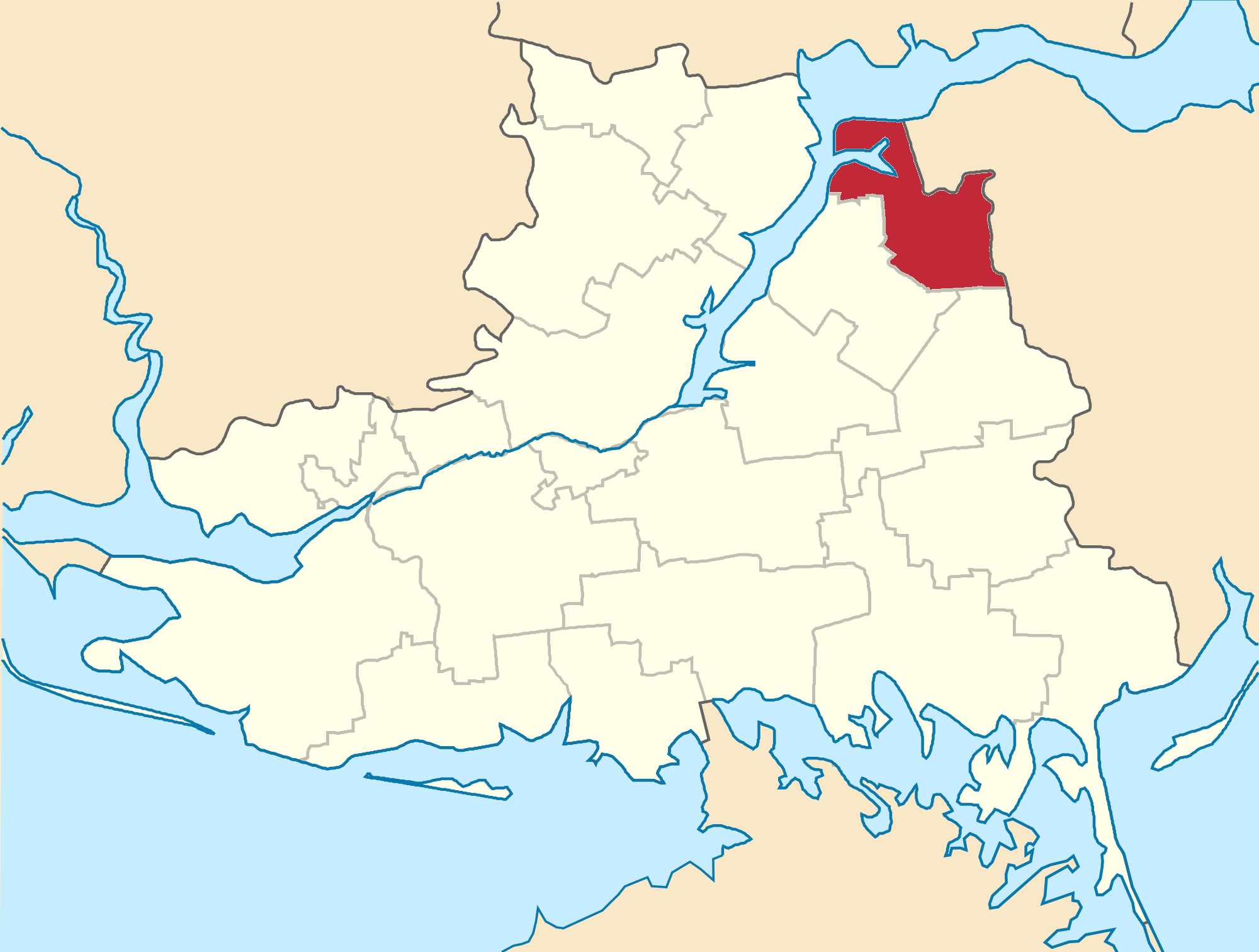
撤销前大羅加奇克區在赫爾松州的位置

上罗哈奇克区（烏克蘭語：Верхньорогачицький район），曾是烏克蘭赫爾松州的一個區，位於該國南部，行政中心設於上罗哈奇克，面積1,000平方公里，2013年人口12,319，人口密度每平方公里12.32人。
该区在2020年7月18日的乌克兰行政区划改革中被撤销，改革后赫尔松州下分为5个区。上罗哈奇克區的范围并入卡霍夫卡區。